# Вореда

Підрозділи Ефіопії. Чорні лінії — регіони або штати, сірі — зони, а білі — кордони воред.

Вореда, вереда — одиниця адміністративного поділу в Ефіопії, еквівалентна округу.
Вореда включає в себе низку кебеле, або інших місцевих адміністративних одиниць. Кілька вореда часто об'єднують в області. Деякі вореди не належить ні до однієї області і є «спеціальні вореди», що діють як автономні одиниці.
Деякі вореди мають історичні традиції, свої спільноти — наприклад, «спеціальні вореди» Їм, Гера і Гома, які зберегли межі традиційних королівств, поглинутих Ефіопією. Багато, однак, таких вореда, чиї кордони не мають історичного виправдання. Починаючи з 2002 року, вореди отримали широкі права самоврядування.